# Peter Mokaba Stadium
Peter Mokaba Stadium er et fodboldstadion i den sydafrikanske by Polokwane. Stadionet skal stå færdig til VM i fodbold 2010, og da vil det have en kapacitet på 46.000. Stadionet er opkaldt efter Peter Mokaba som var leder af ANC Youth League.
Stadionet var et af de fem nye stadioner, som blev brugt ved VM i fodbold 2010. Under VM blev der spillet fire gruppespilkampe på stadionet.
23°55′29″S 29°28′08″Ø / 23.9247°S 29.4688°Ø